# Pukleakî, Cemerivți
Pukleakî (în ucraineană Пукляки) este localitatea de reședință a comunei Pukleakî din raionul Cemerivți, regiunea Hmelnîțkîi, Ucraina.

## Demografie
Componența lingvistică a localității Pukleakî
     Ucraineană (99,25%)
     Alte limbi (0,75%)
Conform recensământului din 2001, majoritatea populației localității Pukleakî era vorbitoare de ucraineană (99,25%), existând în minoritate și vorbitori de alte limbi.